# Monte Stello
Cet article a pour sujet le sommet du Cap Corse nommé Monte Stello. Pour le navire du même nom, voir Monte Stello (navire).
Le Monte Stello (u Monte Stellu en corse) est souvent considéré comme le plus haut sommet du Cap corse, avec 1 306 m d'altitude ; en fait, il est dépassé par son voisin, la Cima di e Follicie (1 324 m).
Il domine les vallées de Brando (côté sud-est), Olmeta-di-capocorso (côté sud-ouest), Olcani/Ogliastro (côté nord-ouest) et Sisco (côté nord-est).

## Aménagements

Vue 3D du Monte Stello.

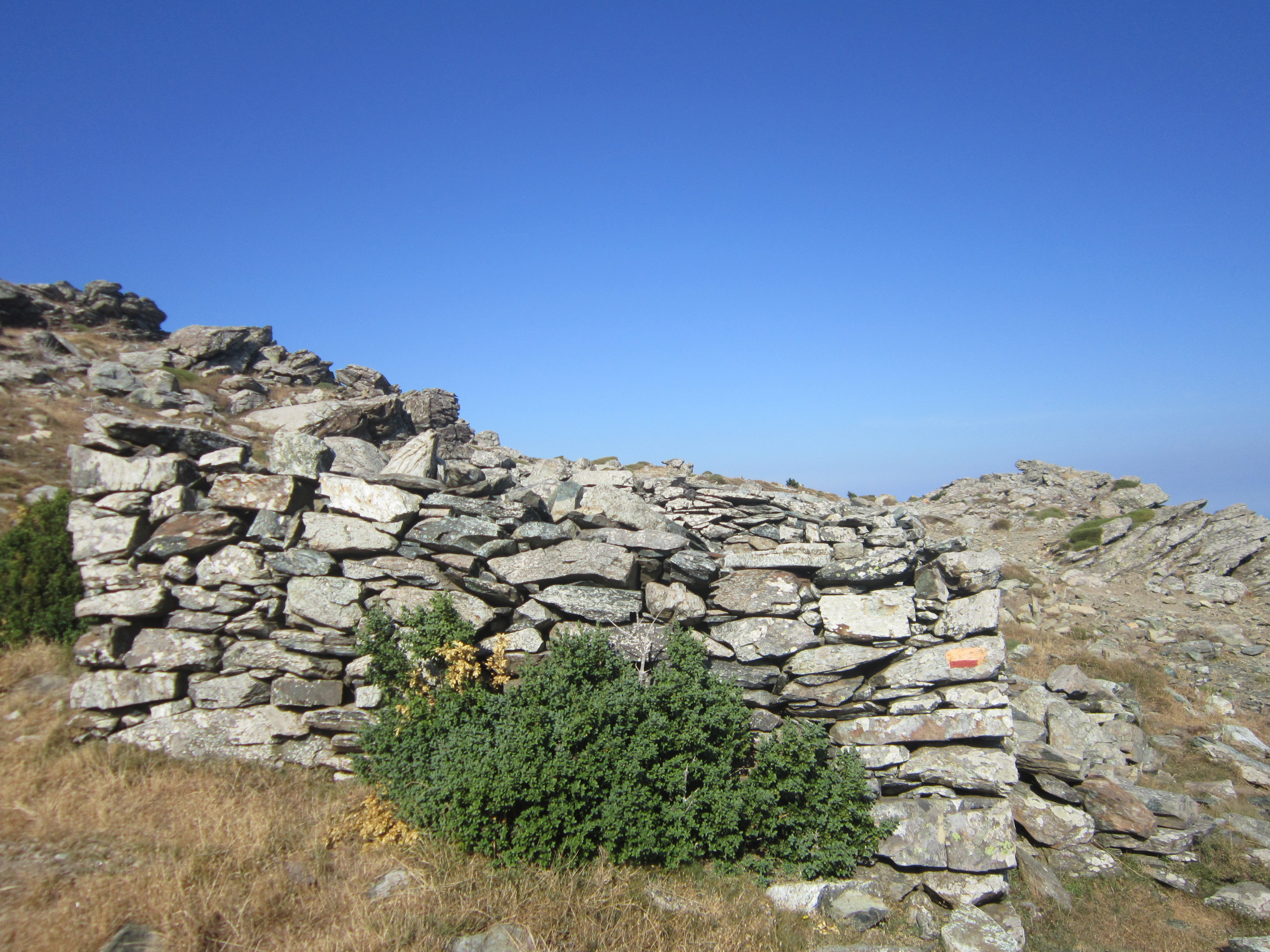
Abri proche du sommet du Monte Stellu.

Au sommet, une construction abritant un relais de télécommunications a été érigé. Vingt à trente mètres sous le sommet, un abri en lauze est encore présent.